# 릴재우
릴재우(1998년 4월 8일 ~ )는 대한민국의 래퍼다. 2021년 싱글 앨범 [동국대]로 데뷔했다.

## 방송
- U-BUSKING 청춘레코드 (2023)
- 랩컵 (2024) - Top100

## 공연
- 대구도 힙합함 - 대구 (2023)